# Diocesi di Nazianzo
La diocesi di Nazianzo (in latino Dioecesis Nazianzena) è una sede soppressa del patriarcato di Costantinopoli e sede titolare della Chiesa cattolica.

## Storia
Nazianzo, identificabile con Bekarlar (già Nenizi), nel distretto di Gülağaç in Turchia, è un'antica sede episcopale della provincia romana della Cappadocia Terza nella diocesi civile del Ponto. Faceva parte del patriarcato di Costantinopoli ed era suffraganea dell'arcidiocesi di Mocisso.
La diocesi è documentata nelle Notitiae episcopatuum del patriarcato fino al XIV secolo.
Nazianzo è nota soprattutto perché fu la sede del teologo e scrittore ecclesiastico san Gregorio, noto nella storia come Gregorio Nazianzeno. Fu preceduto dal padre, il vescovo Gregorio I, e succeduto dal cognatus Eulalio. Altri vescovi di Nazianzo sono: Teodosio, che intervenne al concilio di Calcedonia nel 451 e sottoscrisse nel 458 la lettera dei vescovi della Cappadocia all'imperatore Leone I dopo la morte di Proterio di Alessandria; Scolastico, che nel 518 sottoscrisse una lettera sinodale contro Severo di Antiochia e il partito monofisita; Teodoro, che partecipò al terzo concilio di Costantinopoli nel 680; Michele, che era presente al concilio detto in Trullo nel 692; Giovanni, che intervenne al Concilio di Costantinopoli dell'879-880 che riabilitò il patriarca Fozio di Costantinopoli; e infine Eusebio, inviato in ambasciata a Roma verso l'885.
All'epoca dell'imperatore Romano IV Diogene (1068-1071) Nazianzo fu elevata al rango di sede metropolitana senza suffraganee. Sono noti due metropoliti, Gregorio e Niceforo, menzionati negli atti patriarcali.
Dal XVI secolo Nazianzo è annoverata tra le sedi vescovili titolari della Chiesa cattolica; la sede è vacante dal 24 aprile 1999.

## Cronotassi

### Vescovi greci
- Gregorio I † (329 - 374 deceduto)
- San Gregorio II † (381 o 382 - 383 dimesso)
- Eulalio † (383 - ?)
- Teodosio † (prima del 451 - dopo il 458)
- Scolastico † (menzionato nel 518)
- Teodoro † (menzionato nel 680)
- Michele † (menzionato nel 692)
- Giovanni † (menzionato nell'879)
- Eusebio † (menzionato nell'885 circa)
- Gregorio † (menzionato nel 1072)
- Niceforo † (menzionato nel 1172)

### Vescovi titolari
- Marcus Vetter † (1546 - novembre 1554 deceduto)
- Gerolamo Ragazzoni † (15 gennaio 1561 - ? succeduto vescovo di Famagosta)
- Francesco Maria Enrici † (? - 29 novembre 1577 nominato vescovo di Senigallia)
- Karl Weinberger, O.F.M. † (27 gennaio 1620 - 1625 deceduto)[3]
- Charles-Maurice Le Tellier † (3 settembre 1668 - 3 agosto 1671 succeduto arcivescovo di Reims)
- Giuseppe Mosti † (16 dicembre 1675 - ?)
- Alessandro Bonaventura † (23 febbraio 1711 - 7 febbraio 1721 deceduto)
- Niccolò Maria Lercari † (12 giugno 1724 - 9 dicembre 1726 nominato cardinale presbitero dei Santi Giovanni e Paolo)
- Giovanni Minotto Ottoboni † (16 dicembre 1726 - 8 febbraio 1730 nominato vescovo di Padova)
- Marcello Passari † (5 marzo 1731 - 2 dicembre 1733 nominato cardinale presbitero di Santa Maria in Ara Coeli)
- Marcello Crescenzi † (14 luglio 1739 - 16 dicembre 1743 nominato cardinale presbitero di Santa Maria in Traspontina)
- Enrique Enríquez † (16 dicembre 1743 - 22 luglio 1754 nominato cardinale presbitero di Sant'Eusebio)
- Giovanni Maria Benzon † (11 settembre 1754 - 8 gennaio 1757 deceduto)
- Giovanni Battista Bortoli † (28 marzo 1757 - 14 marzo 1776 deceduto)
- Ottavio Boni † (18 luglio 1783 - 3 marzo 1808 deceduto)
- Michele Belli † (26 settembre 1814 - 3 marzo 1822 deceduto)
- Giacomo Filippo Fransoni † (7 settembre 1822 - 2 ottobre 1826 nominato cardinale presbitero di Santa Maria in Ara Coeli)
- Giacomo Luigi Brignole † (15 marzo 1830 - 20 gennaio 1834 nominato cardinale presbitero di San Giovanni a Porta Latina)
- Antonio Maria Traversi † (11 luglio 1836 - 21 febbraio 1939 nominato patriarca titolare di Costantinopoli)
- Giovanni Battista de Albertis † (17 dicembre 1840 - 4 gennaio 1862 deceduto)
- Josyf Sembratovyc (Sembratowicz) † (24 marzo 1865 - 27 giugno 1870 nominato arcieparca di Leopoli)
- Roger William Bede Vaughan, O.S.B. † (28 febbraio 1873 - 16 marzo 1877 succeduto arcivescovo di Sydney)
- Angelo Di Pietro † (28 dicembre 1877 - 16 gennaio 1893 nominato cardinale presbitero dei Santi Bonifacio e Alessio)
- Beniamino Cavicchioni † (11 gennaio 1894 - 22 giugno 1903 nominato cardinale presbitero dei Santa Maria in Ara Coeli)
- Angelo Maria Dolci † (9 dicembre 1906 - 27 gennaio 1911 nominato arcivescovo di Amalfi)
- Agostino Dionisio Schuler, O.F.M. † (27 ottobre 1911 - 7 settembre 1926 deceduto)
- Agostino Mancinelli † (30 giugno 1931 - 5 dicembre 1933 succeduto vescovo di Aquino, Sora e Pontecorvo)
- Bernardo Bertoglio † (3 febbraio 1934 - 15 febbraio 1937 nominato vescovo di Bobbio)
- Salvatore Rotolo, S.D.B. † (5 ottobre 1937 - 20 ottobre 1969 deceduto)
- Demetrius Martin Greschuk † (27 giugno 1974 - 28 aprile 1986 nominato eparca di Edmonton)
- Miguel Mykycej, F.D.P. † (23 giugno 1990 - 24 aprile 1999 nominato eparca di Santa María del Patrocinio in Buenos Aires)